# 陳天璽
陳 天璽（ちん てんじ、1971年8月13日 - ）は、日本の文化人類学者。早稲田大学国際教養学部教授。日本華僑華人学会副会長。筑波大学博士（国際政治経済学）。

## 経歴
神奈川県横浜市出身。子供の頃は、1983年放送のテレビドラマ『若草学園物語』（日本テレビ）にレギュラー出演するなど芸能活動をしていたことがあった。神奈川の県立高校から推薦入学で筑波大学に入学、筑波大学国際関係学類卒業。中華民国国民として横浜中華街に生まれる（生家の家業は中華料理店）が、日中国交正常化に伴う日台国交断絶により日本の国内法上無国籍となる。現在は日本国籍を取得。無国籍に関する研究に従事。国立民族学博物館先端人類科学研究部准教授を経て、2013年4月より早稲田大学国際学術院准教授。2016年4月より同教授。2022年日本華僑華人学会副会長。
小説家の楊逸は従姉（父方の叔母の娘）に当たる。

## 著書

### 主な学術論文
- 日本語と他言語の使い分け（学会発表 - 第8回研究大会ワークショップ共同発表）. 2002. 5(1), 145-150pp. 社会言語科学会
- 日本と中国の"はざま"のマイノリティ--複雑化する法的地位とアイデンティティの葛藤. 2007. 31(3), 419-437pp 国立民族学博物館研究報告
- The Increasing Presence of Chinese Migrants in Japan. 2008. 77, 39-52pp 国立民族学博物館研究報告
- 中華学校に通う日本の子どもたち. 2009. 74(1), 156-175pp. 日本文化人類学会

### 書籍
- 『華人ディアスポラ』明石書店
- 『無国籍』新潮社 のち新潮文庫 解説：楊逸
- 『忘れられた人々 日本の「無国籍」者』明石書店
- 『無国籍と複数国籍　あなたは「ナニジン」ですか？』光文社新書

### 共著
- 『中国学の魅力』鈴木陽一・孫安石・蘇智良との共著 御茶の水書房
- 絵本『にじいろのペンダント　国籍のないわたしたちのはなし』由美村嬉々と、なかいかおり絵 大月書店

### 共編著
- 『東アジアのディアスポラ』駒井洋監修 小林知子との共編著 明石書店
- 『越境とアイデンティフィケーション―国籍・パスポート・IDカード』小森宏美・佐々木てる・近藤敦との共編 新曜社

## 出演メディア
- 視点・論点『“無国籍”を知っていますか』（2013年6月5日、NHK教育）